# Elijah Capsali
Elijah Capsali (auch Elijah ben Elkanah Capsali; * zwischen 1485 und 1490 in Candia auf Kreta; † nach 1555 ebenda) war ein kretischer Rabbiner und Historiker. Er ist Verfasser einer osmanischen und einer venezianischen Chronik.

## Leben
Elijah Capsali wurde zwischen 1485 und 1490 in Candia geboren. Er entstammte einer alteingesessenen jüdischen Familie. Sein Großonkel Mose Capsali war Rabbiner in Konstantinopel. Sein Vater, der Rabbiner und Kabbalist Elqana Capsali († > 1523), studierte 1508 an der berühmten Jeschiva des Jehuda Minz in Padua und kehrte danach nach Candia zurück, wo er Pothula Capsali heiratete. Dort half er den 1492 aus Spanien vertrieben Juden bei der Ansiedlung auf Kreta. 
Elijah studierte ebenfalls in Padua. Dazu brach er am 11. November 1508 auf einem Pilgerschiff nach Venedig auf, wo er nach acht Tagen eintraf. Von dort ging er nach Padua, das zur Republik Venedig gehörte, die als einer der wenigen Staaten Italiens Juden duldete. Juda Minz starb jedoch 1508, so dass Elija Capsali bei Rabbi Iserlen lernte.
Als habsburgische Truppen 1509 Verona besetzten und Padua bedrohten (Liga von Cambrai), floh Elijah Capsali am 24. Mai nach Venedig. Hier nahm er für kurze Zeit seine Studien wieder auf – diesmal bei Israel Ashkenazi, dann bei Meir Katzenelnbogen († 1565), dem Schwiegersohn von Juda Minz, dessen Sohn wiederum später Leiter der Gemeinde von Brest wurde, sowie bei Menahem Delmedigo –, kehrte jedoch am 24. Januar 1510 wegen der drohenden Kriegsgefahr nach Candia zurück. Seine Studien setzte er in Candia bei Rabbi Isaac de Ingelheim fort, um danach wieder nach Venedig zu gehen, das inzwischen die Angriffe der Liga von Cambrai abgewehrt hatte. Durch seine Studien und Sprachkenntnisse gehörte er sowohl den aschkenasischen als auch den romanischen Juden an, zumal er Griechisch und Italienisch beherrschte. 
Ab 1518 wieder in Candia, nahm er die Stelle des dortigen Rabbiners ein und heiratete die jüngste Tochter des Rabbi Judah Habib. Von 1515 bis 1519, von 1526 bis 1529 und von 1538 bis 1541 wurde er auch zum condestabile, einem zivilen Repräsentanten der Gemeinde ernannt. In den venezianischen Quellen erscheint er als „Rebbi“ und „dottor condestabile“. Er war zugleich zuständig für die Besteuerung der jüdischen Gemeinde und den dazu erforderlichen Zensus. 
Während des Pestjahres 1523 – eine Epidemie, die die Flüchtlinge von Rhodos mitgebracht hatten, das 1522 von den Osmanen erobert worden war – war er für die Einhaltung der Quarantäne im Judenviertel zuständig. Er selbst durfte das Quartier, wie die gesamte Gemeinde, gleichfalls nicht verlassen. Da er dadurch zur Untätigkeit gezwungen war, begann er – nach eigenen Angaben – eine osmanische Chronik zu schreiben (Seder Elijahu Zuta). Schon früher (1517) hatte er eine Geschichte Venedigs verfasst (Sippure Venezia). 
Elijahs älterer Bruder David starb um 1533. Als im Jahr 1541 eine osmanische Flotte Candia bedrohte, wurden die Juden seitens der Griechen des Verrates bezichtigt und ein Mob bedrohte die Judengassen. Dank der Intervention von Elijah Capsali bei der venezianischen Obrigkeit konnte ein Massaker abgewendet werden. Capsali initiierte daraufhin eine Gedenkfeier an diesen Tag, den er selbst als „Purim von Candia“ verzeichnet.
Als Rabbiner von Candia führte Capsali eine umfangreiche Korrespondenz mit rabbinischen Lehrzentren in Padua, Venedig und Ägypten. Angesichts der weitreichenden Eroberungen christlicher Gebiete – wie 1453 Konstantinopel, 1517 Ägypten, Palästina und 1522 das nahegelegene Rhodos, 1529 Belagerung Wiens – glaubte Capsali an eine Niederlage des Christentums und an ein Kommen des Messias. Er starb nach 1555 auf Kreta.
Er hinterließ neben den Chroniken eine legendenreiche Geschichte seines Großonkels Moses Capsali, der 1500 gestorben war.

## Werke
- Divrei ha-Yamim le-Malkhut Venezia (Sippure Venezia: Chronik des Königreich von Venedig) 1517
- Seder Eliyahu Zuta (Die kleine Ordnung des Elias) 1523
  - Seder Eliyahu Zuta by Rabbi Eliyahu Ben Elqana Capsali 3 Bde. (hebr.), A. Shmuelevitz, S. Simonson, M. Benayahu (Hrsg.), Jerusalem 1975–1983.
  - Chronique de l'expulsion. Seder Eliahou Zouta (Kapitel 66–82, französisch), Simone Sultan-Bohbot (Hrsg.), Paris 1994.
- Taqqanot Qandiya: Statutae Iudaorum Candiae
- Teshuvot: Wolves that Savage Benjamin: The Book of Beauty and Bonds, Meir Benayahu (Hrsg.), Tel-Aviv 1990.